# 菲利波·沃蘭德里
菲利波·沃蘭德里（Filippo Volandri，1981年9月5日—），是一位義大利職業網球運動員。於1997年轉為職業選手。單打最高世界排名為第25位。他贏得過2個ATP巡迴賽冠軍。

## 早期职业生涯

### 2006年：第二个冠军
2006 年 9 月，沃兰德里在西西里国际赛决赛中击败尼古拉斯·拉彭蒂，赢得了他职业生涯的第二个冠军。

### 2007年：在罗马大师赛和法国公开赛上取得成功
在 2007 年的罗马大师赛上，以外卡参赛的沃兰德里以 6-2、6-4 直落两盘击败当时世界排名第一的罗杰·费德勒，取得了他职业生涯中最大的胜利。Volandri 在前排的观众围着中心球场绕圈庆祝。
沃兰德里称赞这场胜利不仅是他自己的胜利，也是意大利的胜利，他谈到了保持着世界排名第一的男子球员最长连胜纪录的费德勒所受到的尊重，以及当时意大利在男子网球方面的成就相对不佳。[来源请求]就费德勒而言，他几乎没有为自己的性格表现找借口。当沃兰德里在四分之一决赛中击败世界排名第 12 的托马斯·伯蒂奇时，人们希望这可能是意大利重新跻身职业男子网球顶级国家的开始。[来源请求]这场胜利意味着 Volandri 成为自 1978 年以来第一位进入该赛事半决赛的意大利人。当他输给费尔南多·冈萨雷斯 （Fernando González） 时，他的比赛在半决赛中停止了。
在 2007 年法国网球公开赛上，他是第 29 号种子，进入了第四轮，世界排名上升到第 27 位。

## 外部連結
- 官方网站（意大利文）（英文）
- 菲利波·沃蘭德里（英文/西班牙文）的官方資料
- 菲利波·沃蘭德里的國際網球總會 職業／青少年 官方資料（英文）
- 菲利波·沃蘭德里的官方資料（英文）

1. ↑  .   [2024-11-07]. （原始内容存档于2023-04-08）.
2. ↑  Federer vs Volandri MSRoma 2007 (Tommasi-Clerici) （页面存档备份，存于）, YouTube, 6 March 2011.